# Имбарек Шамех
Имбарек Шамех (араб. امبارك عبدالله الشامخ‎) (также как Мубарак Абдалла аль-Шамех) (родился 15 мая 1952 года) — генеральный секретарь Всеобщего народного конгресса Ливии с 5 марта 2009 года по 26 января 2010 года. Глава Высшего народного комитета Ливии (1 марта 2000 — 14 июня 2003).

## Биография
Шамех родился 15 мая 1952 года в Бенгази, Ливия. Он окончил Флоридский университет в 1981 году на факультете электротехники и связи.
С февраля 1982 года по март 1984 года был начальником транспортной службы Бенгази. С марта 1984 года по октябрь 1990 года был министром транспорта Ливии. Был губернатором провинции Сирт с октября 1990 года по декабрь 1992 года. Был министром коммунального хозяйства с декабря 1992 года по март 2000 года.
В марте 2000 года в Ливии произошли радикальные реформы власти. С того времени до 14 июня 2003 года Шамех был премьер-министром.
Шамех был главой высшего совета планирования страны с июня 2003 года по сентябрь 2004 года. С сентября того же года по январь 2005 года был губернатором Бенгази.
В феврале 2011 года Шамех бежал в Египет.